# شركة التدريع للصناعة
شركة التدريع للصناعة (بالإنجليزية: Al Tadrea Manufacturing Company)‏ هي شركة ديناميكية وذات طابع ابتكاري تختص في تصنيع المركبات المجهّزة للأغراض العسكرية والأمنية في المملكة العربية السعودية.
الشركة متخصصة في تصنيع وتصفيح العربات سواء ناقلات الجنود أو السيارات المدنية لحماية كبار الشخصيات والمعدات الثقيلة كالبلولدزرات بالإضافة إلى قسم خاص للصيانة وقسم الزجاج المصفح، وتعتبر هي الشركة الوحيدة في السعودية التي تنتج الزجاج المصفح لأعلى درجة حماية.

## التاريخ
تأسست الشركة لأول مرة في عام 2003 كشركة العرابة كجزء من مجموعة العرابة القابضة. تم تغيير الاسم لاحقًا إلى شركة التدريع للتصنيع في عام 2015. الشركة رائدة في المملكة العربية السعودية المتخصصة في صناعة الدفاع والفضاء والمركبات المدرعة.
في 14 مايو 2020، أقامت شركة أوشكوش الدفاعية الأمريكية وشركة التدريع للصناعة السعودية مشروعًا مشتركًا لتصنيع المركبات المسلحة في المملكة.  وسيضمّ المشروع الذي يقام بين شركتي التدريع للصناعة السعودية وأوشكوش الأميركية، مزيجاً من خبرات أوشكوش ديفنس الرائدة في صناعة المركبات التكتيكية المدولبة للجيش الأميركي، وكذلك الخبرات والتجارب غير المسبوقة لشركة التدريع للصناعة.
في 14 نوفمبر 2021، وقعت شركة التدريع للصناعة وشركة تيليداين فلير مذكرة تفاهم لبناء تعاون استراتيجي في القطاع العسكري والأمني، وستعمل الاتفاقية على بناء تعاون استراتيجي بين الشركتين لاستكشاف التطوير والابتكار بما يتماشى مع إستراتيجية الشركة للأعوام الخمسة القادمة والتي تهدف إلى تنويع مجموعة عملائها في كلا القطاعين العام والخاص ومضاعفة حجم الشركة بحلول عام 2025.

## الأهداف
- توطين قطاع الصناعات العسكرية بأكثر من 50٪.
- أن تصبح الشركة شريكًا موثوقًا به في مجموعة واسعة من الصناعات، بما في ذلك الجيش والدفاع.
- تقديم منتجات وخدمات عالية الجودة ومبتكرة في الوقت المناسب.

## الإدارة التنفيذية
- أيوب فوزي صبري - المدير التنفيذي
- عمر عبد الرحمن الشيك - نائب الرئيس للمشاريع وتطوير الأعمال
- احمد عبد الرحمن الربيعة - نائب الرئيس ورئيس العمليات
- وسيم احمد - نائب الرئيس التنفيذي للشؤون المالية
- نهلة محمد الربيعة - نائب الرئيس للمشاريع وتطوير الأعمال
- مهند عطية الغامدي - الرئيس التنفيذي للعمليات